# Theeworst

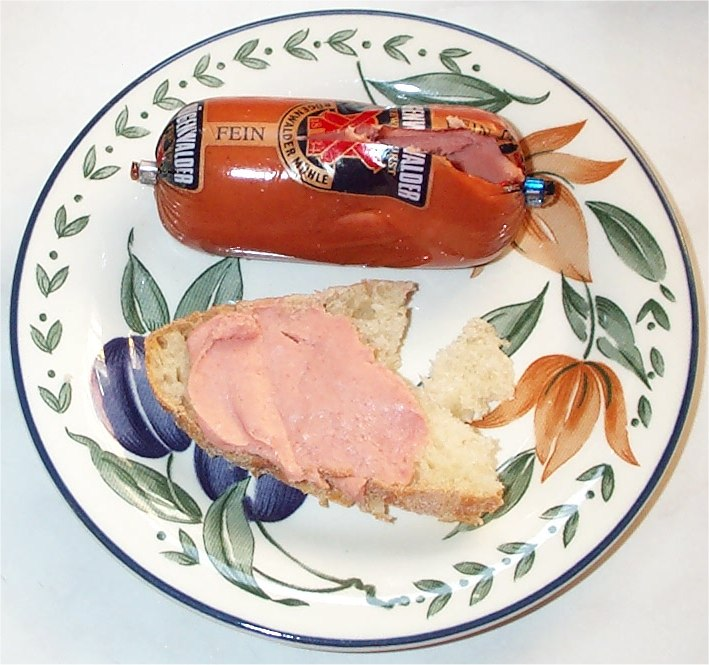
Theeworst

Theeworst (Duits: Teewurst) is een smeerbare worst gemaakt van varkensvlees en spek. Deze worst heeft een kenmerkende rooksmaak, die tegenwoordig vaak via een rookaroma wordt toegevoegd.
De oorsprong van theeworst ligt in Rügenwalde, het huidige Poolse Darłowo, waar de worst sinds 1874 gefabriceerd wordt. De naam zou afkomstig zijn van de gewoonte deze worst op sandwiches bij de thee te serveren.
Na de Tweede Wereldoorlog werden de Duitsers uit het grootste deel van Pommeren verdreven. De worstfabrikanten uit Rügenwalde richtten in de Bondsrepubliek Duitsland nieuwe bedrijven op en zetten de productie van de theeworst voort. Deze fabrikanten richtten een Vereniging van voormalige Rügenwalder vleesfabrikanten, die sinds 1957 de rechten bezit van het woordmerk Rügenwalder Teewurst.